# Femtontjärnen
Femtontjärnen är en sjö i Arvidsjaurs kommun i Lappland och ingår i Piteälvens huvudavrinningsområde. Sjön har en area på 0,0908 kvadratkilometer och ligger 365,9 meter över havet.

## Delavrinningsområde
Femtontjärnen ingår i det delavrinningsområde (732063-165452) som SMHI kallar för Utloppet av Örnsjön. Medelhöjden är 376 meter över havet och ytan är 6,45 kvadratkilometer. Det finns inga avrinningsområden uppströms utan avrinningsområdet är högsta punkten. Vattendraget som avvattnar avrinningsområdet har biflödesordning 3, vilket innebär att vattnet flödar genom totalt 3 vattendrag innan det når havet efter 164 kilometer. Avrinningsområdet består mestadels av skog (71 procent) och sankmarker (19 procent). Avrinningsområdet har 0,62 kvadratkilometer vattenytor vilket ger det en sjöprocent på 9,6 procent.